# Car Wash (nummer)
Car Wash is een nummer 1-single uit 1976 van Rose Royce voor Whitfield Records. Het is het debuut van de groep en een van de grootste hits van het discotijdperk. Het nummer is geschreven en geproduceerd door Norman Whitfield. Tevens is het nummer ook de theme song van de gelijknamige film Car Wash, van de producer Richard Pryor uit 1976. Het was Rose Royce' succesvolste single. Het nummer is in 2004 gecoverd door Christina Aguilera en Missy Elliott. Hun versie werd gebruikt voor de single van de Shark Tale-soundtrack.

## Informatie
Norman Whitfield, een producer voor Motown Records, werd gevraagd om een soundtrackalbum op te nemen voor de film Car Wash van Michael Schultz. Eerst wilde hij het project niet aannemen, maar hij deed het toch voor het geld en om de kans te geven aan Rose Royce, een disco/funk-band die Motown met Whitfield verliet in 1975. Dit was nodig om de band te laten doorbreken. Whitfield was niet in staat de theme song te schrijven, maar op het laatste moment kreeg hij de inspiratie bij het spelen van een potje basketbal, en hij schreef een beginnetje van Car Wash op een doos waarin gefrituurde kip zat, die hij had gekocht.
De soundtrack van Car Wash, een dubbelalbum, was het lp-debuut van Rose Royce, en de titel van het album was ook hun debuutsingle. Van Car Wash werden 2 miljoen exemplaren verkocht, en het was een nummer 1-hit op de Billboard pop- en R&B-hitlijsten in de Verenigde Staten en een top 10-hit in het Verenigd Koninkrijk. Het soundtrackalbum leverde nog 2 hits op voor Rose Royce: I Wanna Get Next To You en I'm Going Down (de laatste werd ook gecoverd door Mary J. Blige in 1994).

## Covers en ander gebruik
In 2004 hebben de popzangeres Christina Aguilera en de rapster/zangeres Missy Elliott een coverversie van Car Wash opgenomen, en daarmee geprobeerd het disconummer een meer modern popgevoel te geven en rapcoupletten toegevoegd van Missy Elliott. Car Wash was de enige single van de soundtrack van de animatiefilm Shark Tale van DreamWorks.
Hun versie is ook vertegenwoordigd in een muziekclip, waarin Christina en Missy Elliott afgebeeld zijn als de vissen in de film.
Het nummer kwam niet in de U.S. Billboard Top 40 en haalde plaats 63, terwijl het een top vijf-hit werd in het Verenigd Koninkrijk en in Nederland en België respectievelijk plaats 2 en 3 haalde.
De originele versie van Car Wash van Rose Royce is een van de meest gesamplede nummers in de geschiedenis, niet voor de algemene instrumentatie maar voor zijn introductiedeel. Het nummer opent met handgeklap, wat vele malen is gesampled in hiphop- en R&B-nummers in de jaren 80.

## Hitlijsten

### Rose Royce
| Hitlijst (1977)         | Positie |
| ----------------------- | ------- |
| Billboard Hot 100       | 1       |
| Billboard Black Singles | 1       |
| VK Singles Hitlijst     | 9       |

#### NPO Radio 2 Top 2000
| Nummer met noteringen in de NPO Radio 2 Top 2000 | '99  | '00  | '01  | '02  | '03 | '04  |
| ------------------------------------------------ | ---- | ---- | ---- | ---- | --- | ---- |
| Car Wash                                         | 1688 | 1590 | 1983 | 1823 | -   | 1862 |

1. ↑  Een '-' betekent dat het nummer niet was genoteerd en een vetgedrukt getal geeft de hoogste notering aan.
2. ↑  Deze tabel is bijgewerkt tot en met de laatste editie (2024).

### Christina Aguilera/Missy Elliott
| Hitlijst (2004)              | Positie |
| ---------------------------- | ------- |
| Billboard Hot 100            | 63      |
| World Chart Show             | 3       |
| VK Top 40 Singles            | 4       |
| Brazilië Top 100 Singles     | 4       |
| Jam FM Charts                | 3       |
| 'Tokio Hot 100'              | 10      |
| Australië Top 50 Singles     | 2       |
| Nederlandse Top 40           | 2       |
| Vlaanderen Top 50 singles    | 3       |
| Duitsland Top 100 Singles    | 6       |
| Indonesische Hitlijst        | 18      |
| Zwitserland Top 100 Singles  | 5       |
| Ierland Top 50 Singles       | 5       |
| Finland Top 20 Singles       | 9       |
| Zweden Top 60 Singles        | 27      |
| Nieuw-Zeeland Top 50 Singles | 2       |
| Mexicaanse Top 100           | 15      |

#### Nederlandse Top 40
| Car Wash (Christina Aguilera/Missy Elliott) Hitnotering: 23-10-2004 t/m 05-02-2005 | Car Wash (Christina Aguilera/Missy Elliott) Hitnotering: 23-10-2004 t/m 05-02-2005 | Car Wash (Christina Aguilera/Missy Elliott) Hitnotering: 23-10-2004 t/m 05-02-2005 | Car Wash (Christina Aguilera/Missy Elliott) Hitnotering: 23-10-2004 t/m 05-02-2005 | Car Wash (Christina Aguilera/Missy Elliott) Hitnotering: 23-10-2004 t/m 05-02-2005 | Car Wash (Christina Aguilera/Missy Elliott) Hitnotering: 23-10-2004 t/m 05-02-2005 | Car Wash (Christina Aguilera/Missy Elliott) Hitnotering: 23-10-2004 t/m 05-02-2005 | Car Wash (Christina Aguilera/Missy Elliott) Hitnotering: 23-10-2004 t/m 05-02-2005 | Car Wash (Christina Aguilera/Missy Elliott) Hitnotering: 23-10-2004 t/m 05-02-2005 | Car Wash (Christina Aguilera/Missy Elliott) Hitnotering: 23-10-2004 t/m 05-02-2005 | Car Wash (Christina Aguilera/Missy Elliott) Hitnotering: 23-10-2004 t/m 05-02-2005 | Car Wash (Christina Aguilera/Missy Elliott) Hitnotering: 23-10-2004 t/m 05-02-2005 | Car Wash (Christina Aguilera/Missy Elliott) Hitnotering: 23-10-2004 t/m 05-02-2005 | Car Wash (Christina Aguilera/Missy Elliott) Hitnotering: 23-10-2004 t/m 05-02-2005 | Car Wash (Christina Aguilera/Missy Elliott) Hitnotering: 23-10-2004 t/m 05-02-2005 | Car Wash (Christina Aguilera/Missy Elliott) Hitnotering: 23-10-2004 t/m 05-02-2005 | Car Wash (Christina Aguilera/Missy Elliott) Hitnotering: 23-10-2004 t/m 05-02-2005 |
| Week                                                                               | 1                                                                                  | 2                                                                                  | 3                                                                                  | 4                                                                                  | 5                                                                                  | 6                                                                                  | 7                                                                                  | 8                                                                                  | 9                                                                                  | 10                                                                                 | 11                                                                                 | 12                                                                                 | 13                                                                                 | 14                                                                                 | 15                                                                                 |                                                                                    |
| ---------------------------------------------------------------------------------- | ---------------------------------------------------------------------------------- | ---------------------------------------------------------------------------------- | ---------------------------------------------------------------------------------- | ---------------------------------------------------------------------------------- | ---------------------------------------------------------------------------------- | ---------------------------------------------------------------------------------- | ---------------------------------------------------------------------------------- | ---------------------------------------------------------------------------------- | ---------------------------------------------------------------------------------- | ---------------------------------------------------------------------------------- | ---------------------------------------------------------------------------------- | ---------------------------------------------------------------------------------- | ---------------------------------------------------------------------------------- | ---------------------------------------------------------------------------------- | ---------------------------------------------------------------------------------- | ---------------------------------------------------------------------------------- |
| Positie                                                                            | 29                                                                                 | 12                                                                                 | 3                                                                                  | 3                                                                                  | 6                                                                                  | 5                                                                                  | 5                                                                                  | 4                                                                                  | 6                                                                                  | 14                                                                                 | 15                                                                                 | 15                                                                                 | 18                                                                                 | 26                                                                                 | 36                                                                                 | uit                                                                                |

Studioalbums: Christina Aguilera · Stripped · Back to Basics · Bionic

Andere albums: Mi Reflejo · My kind of Christmas · Just Be Free · Keeps Gettin' Better: A Decade of Hits

Singles (in Nederland): "Genie in a Bottle" · "What a Girl Wants" · "I Turn to You" · "Come On Over Baby (All I Want Is You)" · "Nobody Wants to Be Lonely" · "Lady Marmalade" · "Dirrty" · "Beautiful" · "Fighter" · "Can't Hold Us Down" · "The Voice Within" · "Car Wash" · "Tilt Ya Head Back" · "Ain't No Other Man" · "Hurt" · "Tell Me" · "Candyman" · "Oh Mother" · "Keeps Gettin' Better"

Zie ook: Discografie · RCA Records